# Brachymitrion cochabambae
Brachymitrion cochabambae là một loài rêu trong họ Splachnaceae. Loài này được (Müll. Hal.) A.K. Kop. mô tả khoa học đầu tiên năm 1977.